# 會德豐船務國際
會德豐船務國際有限公司，簡稱會德豐船務國際（英語：WHEELOCK MARITIME INTERNATIONAL LIMITED，港交所除牌時0214.HK），在1946年設立，前身為「鋼業有限公司」。

## 历史
業務當時經營航運業務，當時由會德豐有限公司旗下公司，1985年時因為航運業不景氣而申請自動清盤，但是在1986年1月6日，由於被第一太平實業有限公司收購，由第一太平特別資產有限公司取代上市，在1991年1月8日，更名為匯漢實業有限公司，再到1996年9月17日，由匯漢控股有限公司在香港交易所作介紹形式上市。

## 連結
- AsiaOrient.com.hk （页面存档备份，存于）